# أدام درة سي عليا
أدام درة سي عليا (بالإنجليزية: Adam Darrehsi-ye Olya)‏ هي منطقة سكنية تقع في قسم انغوت الغربي الريفي (مقاطعة غرمي) في إيران. يقدر عدد سكانها بـ 116 نسمة .